# Sinner Man
Sinner Man, auch  Sinnerman geschrieben, ist ein traditioneller amerikanischer Negro Spiritual. Die Ursprünge des Lieds datieren auf die Anfänge des 20. Jahrhunderts. Eine erste moderne Fassung stammt aus dem Jahr 1956 und wurde vom Komponisten und Arrangeur Les Baxter mit einigen Änderungen und Ergänzungen (in Zusammenarbeit mit Will Holt) als Single (Capitol #3404) veröffentlicht. Größere Bekanntheit erlangte der Song ab 1959 durch die Interpretation der Folk-Gruppe „The Weavers“. Die Weavers veröffentlichten den Song 1963 auf ihrem Album Reunion at Carnegie Hall Part 2 und auf Gospel, 1997. Der Song wurde im Laufe der Jahre von zahlreichen Musikern übernommen. Die Version von Nina Simone gilt als die populärste und am häufigsten gecoverte Interpretation.

## Nina Simone
Die amerikanische Jazz- und Bluessängerin Nina Simone nahm 1965 eine zehnminütige Version (10:19 min) von Sinnerman (hierbei in einem Wort geschrieben) auf, die im selben Jahr auf ihrem Album Pastel Blues auf Philips Records erschien. Simone kannte den Song aus ihrer Kindheit. Er wurde von ihrer Mutter, einer Methodistenpredigerin, bei Bekehrungsritualen gesungen, um den Menschen zu helfen, ihre Sünden (engl. sinner = Sünder) zu beichten. Am Anfang ihrer Karriere, während ihrer Zeit im  Greenwich Village in den frühen 1960er Jahren, beendete Nina Simone ihre Live-Auftritte zumeist mit diesem langen Stück. Von dieser frühen Fassung existiert zwar eine Live-Aufnahme von einem Auftritt im New Yorker The Village Gate, die jedoch nicht für Simones Live-Album Nina at the Village Gate (bei Colpix Records) verwendet wurde. In Nina Simones Sinnerman sind insbesondere die Klaviersequenz (Vamps) und die (echten) Handclaps gegen Ende des Stücks signifikant.

### Remixe und Coverversionen
Nina Simones Sinnerman wurde mehrfach gecovert. 2002 wurde der Song von dem Hip-Hop-Produzenten Kanye West für den Talib-Kweli-Song Get By (auf dem Album Quality) gesampelt. 2003 erschien ein Remix von Felix da Housecat, der auf dessen Album Felix da Housecat’s Heavenly House Mix und der Verve-Records-Serie Verve Remixed veröffentlicht wurde. Der französische Rapper Abd al-Malik sampelte Simones Sinnerman für sein 2006 erschienenes Album Gibraltar auf dem er unter dem Titel Le grand frère auch den Simone-Song See Line Woman verwendete. 2007 sampelte Timbaland den Song für den Track Oh Timbaland auf dem Studioalbum Shock Value.

## Peter Tosh and the Wailers
Peter Tosh nahm zusammen mit den Wailers einige Reggae-Versionen des Titels auf. Eine erste Aufnahme entstand 1966 beim jamaikanischen Label Studio One in Kingston. Dabei teilte sich Tosh mit Bunny Wailer den Gesangspart. Unter dem Titel Downpressor Man veröffentlichten Peter Tosh and the Wailers 1971 eine weitere Interpretation des Songs. Downpressor ist eine Rastafari-Bezeichnung für oppressor (dt. „Unterdrücker“). Bei der Version übernahm Tosh den Gesangsteil mit Bunny Wailer im Background. Zusätzlich entstand eine Instrumentalversion. In diesen Versionen wird meist Peter Tosh als Songwriter (Credit) angegeben.
Tosh nahm den Song 1977 noch einmal für sein Solo-Album Equal Rights und veröffentlichte eine Live-Version in einem Medley mit dem Titeltrack Equal Rights auf dem 1983er Album Captured Live.
Die Peter-Tosh-Version wurde wiederum von Sinéad O’Connor gecovert, die den Song 2005 auf ihrem Roots-Reggae-Album Throw Down Your Arms veröffentlichte, sowie von Gregory Isaacs und der Ska-Punkband Goldfinger.

## In Film und Fernsehen
Simones Sinnerman wurde in zahlreichen Film- und Fernsehproduktionen verwendet: Versionen finden sich in dem 1999 erschienenen Film Die Thomas Crown Affäre (The Thomas Crown Affair), 2004 in Final Call – Wenn er auflegt, muss sie sterben (Cellular) (Felix da Housecat’s Heavenly House Mix) und im Jahr 2006 in der Filmversion von Miami Vice, dem italienischen Film Golden Door und in der Schlussszene des David-Lynch-Films Inland Empire sowie in dem Dokumentarfilm Sharkwater (während einer Verfolgung durch die costa-ricanische Küstenwache). In TV-Serien wurde der Titel unter anderem in der 10. Folge der sechsten Staffel der TV-Krimiserie Homicide, in der Serie Nash Bridges und in der 6. Folge der vierten Staffel von Entourage verwendet (Beispiele). Auch in der Serie Scrubs – Die Anfänger kommt der Song während einer Weihnachtsfolge vor. Der australische Fernsehsender Network Ten verwendet eine Instrumentalfassung von Sinnerman für Übertragungen der Australian Football League. In der dritten Folge der zweiten Staffel von Sherlock, The Reichenbach Fall, wird der Auftritt von James Moriarty vor Gericht mit Sinnerman von Nina Simone untermalt. Die siebte Folge der ersten Staffel von Person of Interest endet mit dem Song.
Der Modekonzern Dior verwendete Nina Simones Version für einen Werbespot seiner Prêt-à-porter-Herbst-/Winterkollektion 2004. Valentino übernahm die Idee für seine Herbst-/Winterkollektion 2008. Ein Werbespot für Smartphones der HTC Corporation von 2009 verwendete Felix da Housecats Heavenly-House-Mix von Sinnerman.
Im französischen Film Les Regrets von 2009 mit Yvan Attal und Valeria Bruni Tedeschi wurde der Song Sinnerman in der Version von Nina Simone ebenfalls verwendet. Ebenso im Film Louise Wimmer von Cyril Mennegun aus dem Jahr 2011. 2013 wurde der Song in der ersten Folge (The Robber’s Tale) des BBC-Zweiteilers The Great Train Robbery in der Sequenz genutzt, in der ein Überfall auf das BOAC-Gebäude dargestellt wurde. Wie im Film „Die Thomas Crown Affaire“ werden in der entsprechenden Sequenz auch Bowler getragen. 2014 wurde der Song in der zweiten Folge der NBC-Serie The Blacklist gespielt, als Reddington in Montreal während eines Restaurantbesuchs mit Elisabeth Keen das Restaurant verlässt.  Im Jahr 2014 interpretierte die österreichische Sängerin Clara Luzia Sinnerman als Titellied für Andreas Prochaskas Film Das finstere Tal. In der sechsten Folge der ersten Staffel der Fernsehserie Lucifer ist eine Version des Hauptdarstellers Tom Ellis zu hören.
Der spanische Automobilhersteller Seat verwendet den Song 2016 in einem Werbespot für das Modell Seat Ateca.
2016 erschien in der vierten Folge der ersten Staffel von Vinyl der Song im Abspann. Die erste Staffel der Fernsehserie Lovecraft Country (2020) spielt eine Coverversion von Alice Smith im Abspann jeder Folge.

## Im Theater
Die Theatergruppe „FC Bergman“ verwendet das Lied in der Version von Nina Simone in ihrem Stück 300 el x 50 el x 30 el. Die Uraufführung des Theaterstücks im Rahmen des Klepper-Festivals 2011 in Antwerpen war ein Überraschungserfolg und macht die Gruppe über Nacht international bekannt.

## Weitere Versionen
Weitere Interpretationen des Lieds wurden unter anderem von The Seekers, 16 Horsepower oder Three Dog Night eingespielt. 